# Fort de Châtillon
Le fort de Châtillon est un ancien édifice militaire situé à 5 km au sud de Paris, sur les communes de Châtillon-sous-Bagneux et de Fontenay-aux-Roses (actuel département des Hauts-de-Seine). Il a été construit en 1874 et n'existe plus depuis 1957.
Ce fort, ainsi dénommé car défendant la ville de Châtillon-sous-Bagneux, se trouve en réalité majoritairement sur un écart de la commune voisine de Fontenay-aux-Roses. Seuls l'entrée principale et quelques bâtiments se trouvaient sur Châtillon et ont été détruits à la fin de la Seconde Guerre mondiale.

## Histoire du fort

### 1870: Guerre franco-allemande
L'histoire de ce fort débute avec la guerre de 1870 et la création de la redoute de Châtillon par des habitants de cette ville.
Elle permit aux Français de ralentir la progression prussienne vers la capitale et donna lieu à de violents combats.
Après cette guerre, il fut décidé de créer de nouveaux forts autour de Paris : le site de Châtillon fut l'un des sites retenus. En 1874 commence la construction du fort, non loin de l'ancienne redoute de Châtillon.

### 1939-45: Seconde Guerre mondiale
Pendant la Seconde Guerre mondiale, ce bâtiment ne connut pas d'activité particulière. À la Libération, le fort sert de prison : Joseph Darnand, Jean Luchaire, Marcel Bucard et Jean Hérold-Paquis y furent fusillés.

### 1946: Premier centre de recherche du CEA
Après la guerre, le fort change de vocation pour servir au commissariat à l'Énergie atomique (CEA). En juillet 1946, le fort devient le premier centre de recherche du CEA. Frédéric Joliot-Curie en fut le premier directeur. C’est dans ce fort que diverge en 1948 la pile Zoé, première pile atomique française, qui fonctionnera jusqu'en 1975.
À la suite de l'expérience réussie d'extraction du plutonium de la pile Zoé à l'usine du Bouchet en 1949, le CEA met en service en 1954 au Fort de Châtillon un petit pilote industriel de traitement du combustible nucléaire usé utilisant le procédé PUREX. Cette activité militaire hautement dangereuse et confidentielle est ensuite rapidement délocalisée à Marcoule, où est lancée en 1958 la première usine de production de plutonium (UP1) pour extraire le plutonium des réacteurs G1, G2 et G3.
Si les recherches nucléaires se poursuivent au fort de Châtillon, le CEA décide de créer un autre site, plus grand et surtout plus éloigné de l'agglomération parisienne, le centre CEA de Saclay qui ouvre en 1952.

### 1957: Centre d'études nucléaires de Fontenay-aux-Roses
En 1957, le fort de Châtillon change de nom pour devenir le Centre d'études nucléaires de Fontenay-aux-Roses (CEN-FAR). Seul le portail et quelques bâtiments de l'ancien fort sont conservés, le reste sera rasé et reconstruit de 1957 à 1970.
En 1974, le TFR (tokamak de Fontenay-aux-Roses), prototype de réacteur à fusion nucléaire, est mis en service. Mais il semble toutefois difficile de maintenir de telles activités en pleine agglomération. La pile Zoé, arrêtée, est converti en « musée de l'atome ».
Le CEA de Fontenay-aux-Roses s'oriente peu à peu vers d'autres activités que la recherche nucléaire, notamment dans le domaine de la gestion des déchets nucléaires et de la radioprotection. Le site accueille également des services administratifs du CEA.
Les installations nucléaires ont été exploitées pour le développement du procédé de traitement du combustible nucléaire usé jusqu'en 1995.
Depuis février 2017, il est regroupé avec le centre CEA de Saclay pour constituer le centre CEA Paris Saclay.

### 1996: Incendie du bâtimentno1
Le 28 juin 1996, un incendie ravage un bâtiment administratif, qui abrita longtemps la direction du site nucléaire. Le centre prend alors une double vocation, d'abord patrimoniale, avec le Musée de l'atome dans le bâtiment abritant la pile Zoé, et aussi de recherche sur les sciences du vivant. Un bâtiment est également dévolu à l'Autorité de sûreté nucléaire (ASN).
Depuis 1999, le CEA a entrepris de démanteler le centre. 
Enfin, certains bâtiments sont détachés depuis 2007 du CEA et sont désormais utilisés par l'Institut de radioprotection et de sûreté nucléaire (IRSN). Le directeur du CEN-FAR note qu'on ne parle désormais plus du « Fort » et de l'« Annexe » (où se trouve l'IRSN), mais désormais du CEN-FAR et de l'IRSN-Fontenay-aux-Roses.
De fort militaire, le fort de Châtillon est finalement devenu un centre de recherches civil, berceau de l'énergie nucléaire française.

### Pollution environnementale
En 2010, l'IRSN a informé l'ASN que des traces de plutonium ont été relevées dans des sédiments au fond de la Seine dans le bassin des docks de Rouen, et dans le bras mort de la Seine à Bouafles, en amont de Rouen et du barrage de Poses. Des dépôts qui ont été retrouvés provenaient notamment d'opérations de retraitement et de séparation d'éléments radioactifs effectués en 1975 au centre CEA de Fontenay-aux-Roses.

## Installations nucléaires
- Pile Zoé (EL1) (1947-1976)
- Tore TA 2000 (1957)
- Minerve (1959-1977)
- Triton (1959-1982)
- Néréide (1959-1982)
- TFR (1973-1986)
- INB n°165 et 166

## Directeurs du CEN-FAR
- Denis Marty (2000-)
- Maurice Mazière (2003-)
- Jean-Pierre Pervès
- Claire Giry (2014-2016)[8]
- Anne Flüry-Hérard (2016-2017)
- Dépend du centre de Paris-Saclay (depuis 2017)

## Homonymie
Il existait aussi un fort de Châtillon à Châtillon-le-Duc, près de Besançon, ainsi qu'un fort Châtillon à Boulogne-sur-Mer (construit au XVIe siècle).